# Parachute Woman
Parachute Woman är en låt av det engelska rockbandet The Rolling Stones. Låten är skriven av gruppens sångare Mick Jagger och gitarrist Keith Richards och är en långsam blueslåt som finns med på albumet Beggars Banquet från 1968. "Parachute Woman" har bara framförts två gånger live. Den ena gången på Rock 'n Roll Cirkus från 1968 och en gång under Licks Tour från 2002.